# Штрассен
Штрассен (люксемб. Stroossen, фр. Strassen, нім. Strassen) — місто в Люксембурзі, що утворює собою окрему комуну. Входить до складу кантону Люксембург в окрузі Люксембург.

## Географія
Площа території комуни становить 10,71 км² (103-є місце за цим показником серед 116 комун Люксембургу).
Найвища точка комуни над рівнем моря — 391 метрів (69-е місце за цим показником серед комун країни), найнижча — 265 метрів (76-е місце).

## Демографія
Станом на 2011 рік на території комуни мешкало 7 385 ос.
Динаміка чисельності населення: